# NHL:s expansionsdraft 1967
NHL:s expansionsdraft 1967 var en expansionsdraft för den nordamerikanska ishockeyligan National Hockey League (NHL) när ligan skulle expandera från sex medlemsorganisationer till tolv inför säsongen 1967-1968.

## Skyddade spelare
Alla existerande medlemsorganisationer fick skydda en målvakt och elva utespelare från att bli draftade av de nya medlemsorganisationerna. Under själva draften fick de skydda en spelare till (*) för varje spelare som blev vald av de nya medlemsorganisationerna i de första 16 omgångarna. Juniorspelare var automatisk skyddade och därför kunde inte bland annat Bobby Orr väljas, spelaren som kom att bli senare världens bästa ishockeyback genom tiderna.
| Boston Bruins - Målvakter - Gerry Cheevers - Eddie Johnston* - Utespelare - John Arbour* (B) - Don Awrey (B) - Brian Bradley* (VF) - Ron Buchanan* (C) - Johnny Bucyk (VF) - Wayne Cashman* (VF) - Gary Doak (B) - Phil Esposito (C) - Ted Green (B) - Bob Heaney* (B) - Ken Hodge (HF) - Ted Hodgson* (HF) - Skip Krake* (C) - Bob Leiter* (C) - Wayne Maxner* (VF) - John McKenzie (HF) - Ron Murphy* (VF) - Jean Pronovost* (HF) - Eddie Shack (VF) - Glen Sather* (VF) - Dallas Smith* (B) - Ted Snell* (HF) - Fred Stanfield (VF) - Ed Westfall (HF) - Tom Williams (HF) - Dave Woodley* (B) | Chicago Black Hawks - Målvakter - Denis DeJordy - Dave Dryden* - Utespelare - Roger Bellerive* (VF) - Mike Chernoff* (VF) - Oscar Gaudet* (HF) - Ross Eichler* (B) - Bobby Hull (VF) - Dennis Hull (VF) - Doug Jarrett (B) - Al Lebrun* (B) - Chico Maki (HF) - Wayne Maki* (VF) - Gilles Marotte (B) - Pit Martin (C) - Brian McDonald* (C) - Dick Meissner* (HF) - Stan Mikita (C) - Doug Mohns (VF) - Eric Nesterenko* (C) - Pierre Pilote (B) - Geoff Powis* (C) - Matt Ravlich* (B) - Doug Shelton* (VF) - Wayne Smith* (B) - Jack Stanfield* (VF) - Pat Stapleton (B) - Paul Terbenche* (B) - Kenny Wharram (HF) | Detroit Red Wings - Målvakter - Roger Crozier - George Gardner* - Utespelare - Ron Anderson* (HF) - Gary Bergman (B) - Larry Billows* (VF) - Craig Cameron* (HF) - Alex Delvecchio (C) - Bob Falkenberg* (B) - Ted Hampson (C) - Duke Harris* (HF) - Paul Henderson (HF) - Fred Hilts* (VF) - Gordie Howe (HF) - Gary Jarrett* (VF) - Nick Libett* (VF) - Bruce MacGregor (C) - Gary Marsh* (VF) - Bert Marshall (B) - Rick McCann* (C) - Bob McCord (B) - Jimmy Peters Jr.* (VF) - Dean Prentice (VF) - Doug Roberts (B) - Floyd Smith* (HF) - Irv Spencer* (B) - Norm Ullman (C) - Jim Watson* (B) - Howie Young* (B) | Montreal Canadiens - Målvakter - Rogie Vachon* - Gump Worsley - Utespelare - Ralph Backstrom (C) - Jean Béliveau (C) - André Boudrias* (C) - Bob Charlebois* (VF) - Yvan Cournoyer (HF) - Dick Duff* (VF) - John Ferguson Sr. (VF) - Danny Grant* (VF) - Terry Harper (B) - Ted Harris (B) - Don Johns* (B) - Jacques Laperrière (B) - Claude Larose* (HF) - Jacques Lemaire* (C) - Bill McCreary Sr.* (VF) - Mike McMahon, Sr.* (B) - Jim Paterson* (C) - Bill Plager* (B) - Claude Provost* (HF) - Henri Richard (C) - Bobby Rousseau (HF) - Serge Savard* (B) - Leo Thiffault* (VF) - Gilles Tremblay (VF) - J.C. Tremblay (B) - Carol Vadnais* (B) | New York Rangers - Målvakter - Eddie Giacomin - Gilles Villemure* - Utespelare - Paul Andrea* (HF) - Bob Ash* (B) - Red Berenson* (C) - Bob Blackburn* (B) - Arnie Brown (B) - Reg Fleming* (B) - Rod Gilbert (HF) - Phil Goyette (C) - Vic Hadfield (VF) - Wayne Hall* (VF) - Wayne Hillman (B) - Harry Howell (B) - Ron Ingram* (B) - Bob Jones* (VF) - Bill Knibbs* (C) - George Konik* (B) - Orland Kurtenbach (C) - Don Marshall (VF) - Dunc McCallum* (B) - Larry Mickey* (HF) - Jim Neilson (B) - Bob Nevin (HF) - Bob Plager* (B) - Jean Ratelle (C) - Gary Sabourin* (HF) - Gordon Vejprava* (C) | Toronto Maple Leafs - Målvakter - Johnny Bower - Al Smith* - Utespelare - George Armstrong* (HF) - Norm Armstrong* (HF) - Don Cherry* (B) - Brian Conacher (C) - Les Duff* (VF) - Gerry Ehman* (HF) - Ron Ellis (HF) - Dick Gamble* (VF) - Larry Hillman (B) - Tim Horton (B) - Bronco Horvath* (C) - Red Kelly* (C) - Dave Keon (C) - Frank Mahovlich (VF) - Milan Marcetta* (C) - Murray Oliver* (C) - Jim Pappin (HF) - Marcel Pronovost (B) - Bob Pulford (VF) - Duane Rupp* (B) - Allan Stanley* (B) - Pete Stemkowski (C) - Darryl Sly* (B) - Stan Smrke* (VF) - Mike Walton (C) - Barry Watson* (VF) |

## Valda spelare
Alla nya medlemsorganisationer valde 20 spelare, två målvakter och 18 utespelare från de sex existerande medlemsorganisationerna. Målvakterna valdes i de två första rundorna och de efterföljande 18 rundorna valdes utespelare.

### California Seals

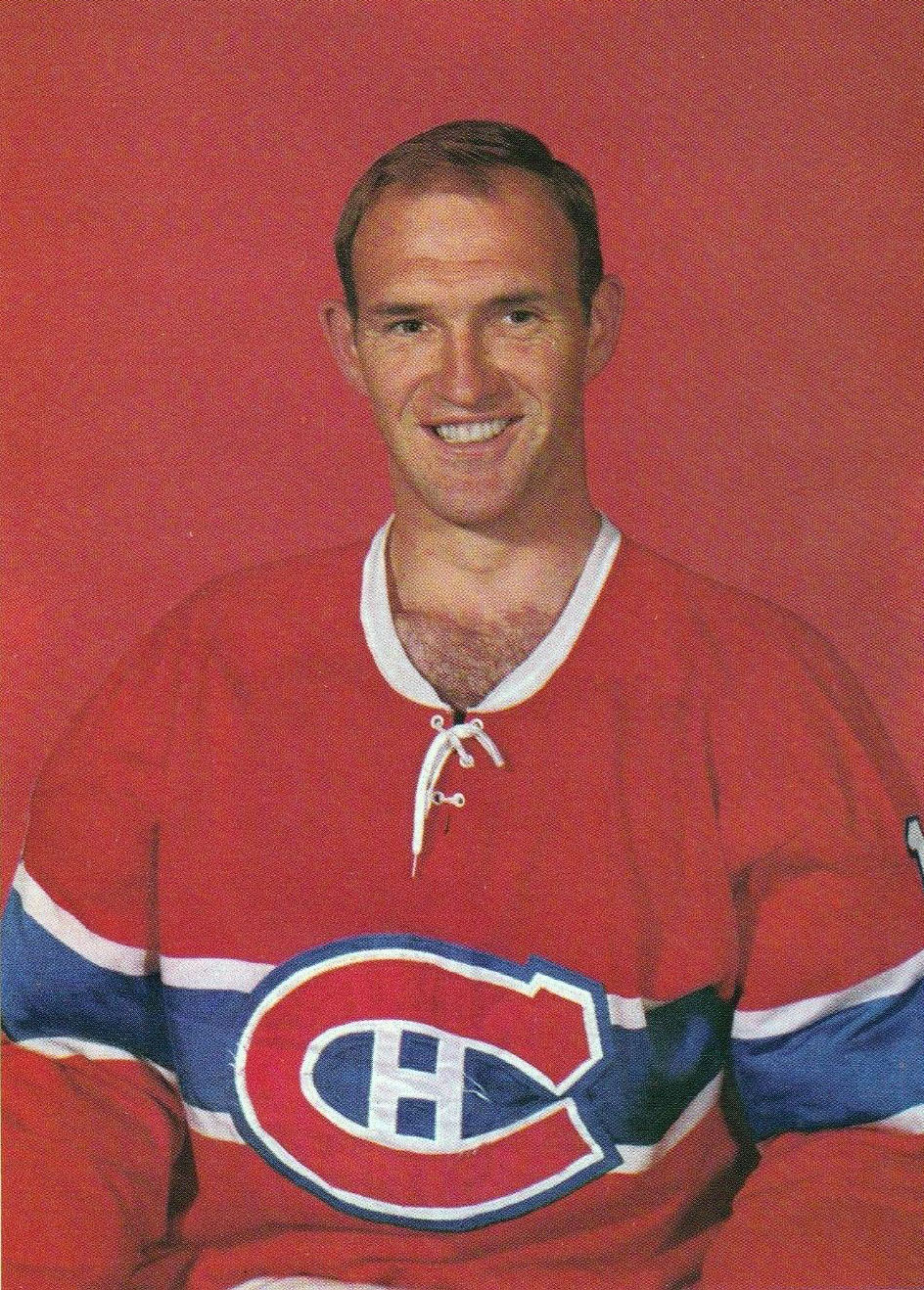
Charlie Hodge.

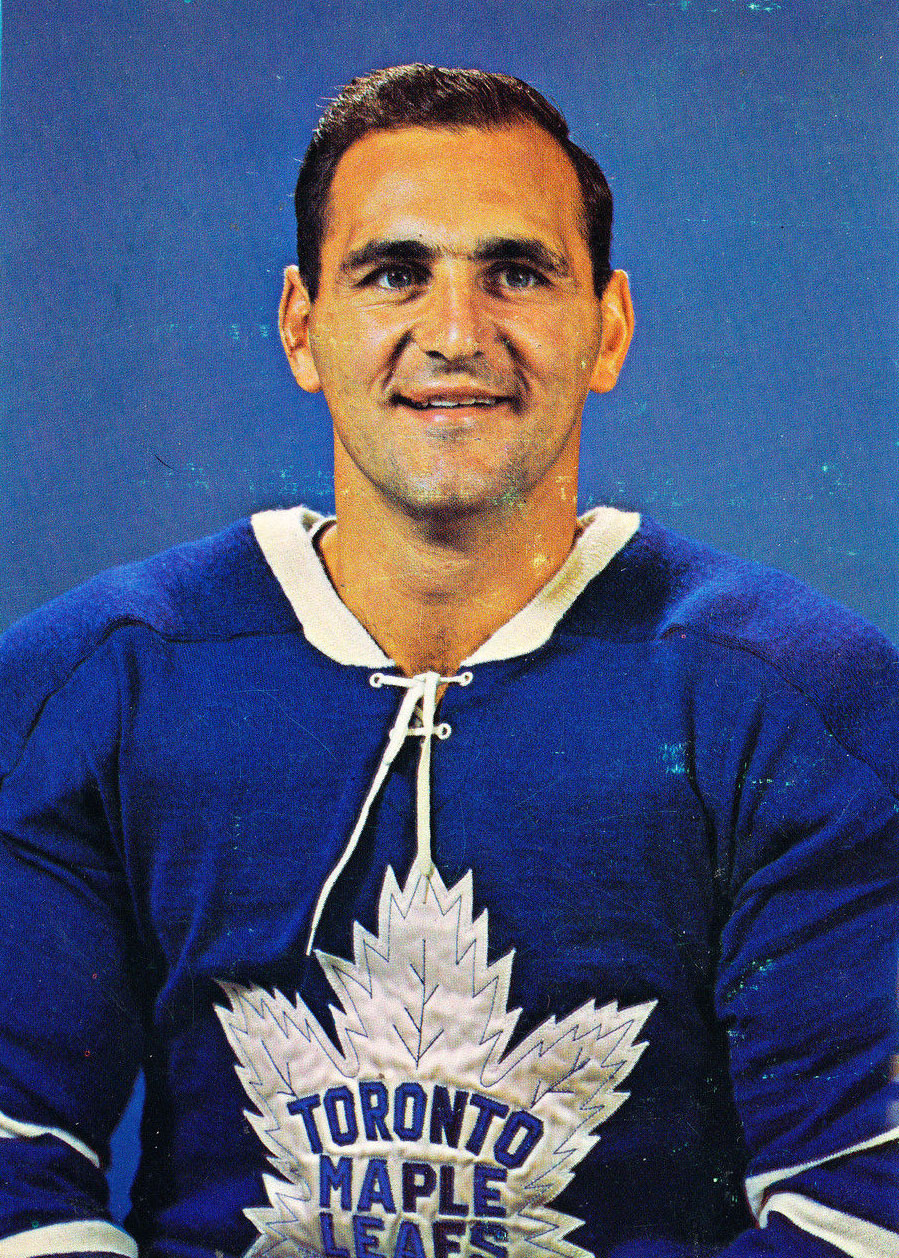
Bob Baun.

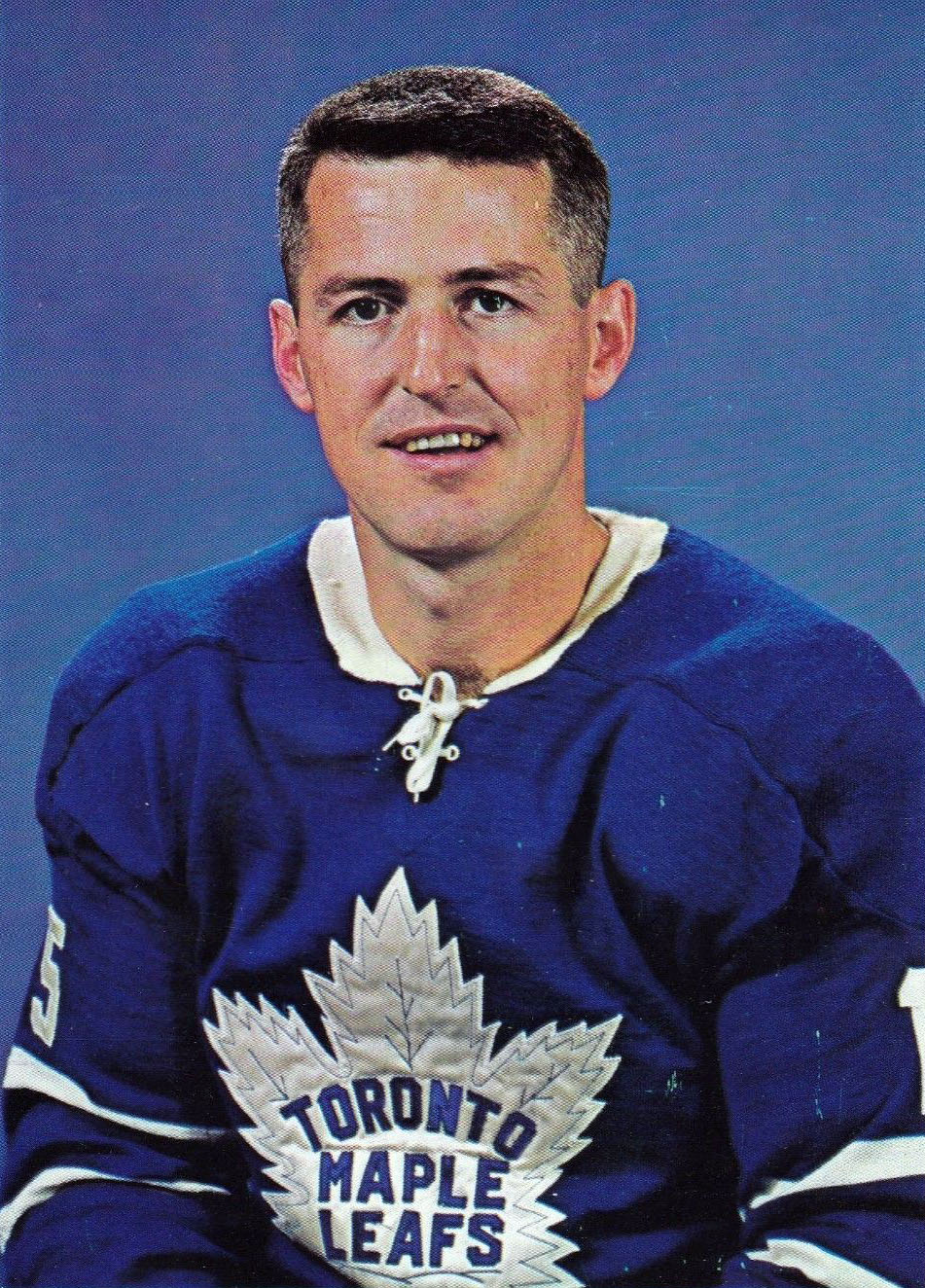
Billy Harris.

Den 8 december genomgick medlemsorganisationen ett namnbyte och blev Oakland Seals. Namnet användes fram till den 15 oktober 1970 när de fick namnet California Golden Seals på grund av ägarbyte. Den 14 juli 1976 blev de sålda igen och den här gången flyttades de till Cleveland i Ohio och blev Cleveland Barons.
| Runda | Nummer | Spelare           | Position       | Kom ifrån           |
| ----- | ------ | ----------------- | -------------- | ------------------- |
| 1     | 6      | Charlie Hodge     | Målvakt        | Montreal Canadiens  |
| 2     | 11     | Gary Smith        | Målvakt        | Toronto Maple Leafs |
| 3     | 18     | Bob Baun          | Back           | Toronto Maple Leafs |
| 4     | 23     | Kent Douglas      | Back           | Toronto Maple Leafs |
| 5     | 29     | Bill Hicke        | Högerforward   | New York Rangers    |
| 6     | 35     | Billy Harris      | Center         | Detroit Red Wings   |
| 7     | 41     | Larry Cahan       | Back           | New York Rangers    |
| 8     | 47     | Wally Boyer       | Center         | Chicago Black Hawks |
| 9     | 53     | Joe Szura         | Center         | Montreal Canadiens  |
| 10    | 59     | Bob Lemieux       | Back           | Montreal Canadiens  |
| 11    | 65     | J.P. Parisé       | Vänsterforward | Boston Bruins       |
| 12    | 71     | Ron Harris        | Back           | Boston Bruins       |
| 13    | 77     | Terry Clancy      | Högerforward   | Toronto Maple Leafs |
| 14    | 83     | Tracy Pratt       | Back           | Chicago Black Hawks |
| 15    | 89     | Aut Erickson      | Back           | Toronto Maple Leafs |
| 16    | 95     | Ron Boehm         | Vänsterforward | New York Rangers    |
| 17    | 101    | Alain Caron       | Högerforward   | Chicago Black Hawks |
| 18    | 107    | Mike Laughton     | Center         | Toronto Maple Leafs |
| 19    | 113    | Bryan Hextall Jr. | Forward        | New York Rangers    |
| 20    | 119    | Gary Kilpatrick   | Back           | Chicago Black Hawks |

### Los Angeles Kings

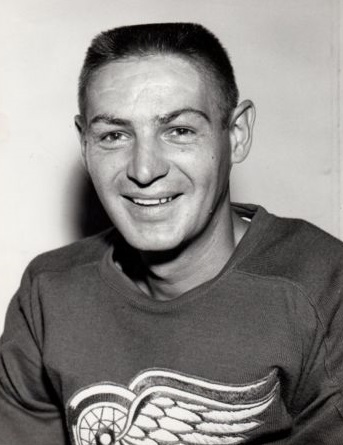
Terry Sawchuk.

| Runda | Nummer | Spelare          | Position       | Kom ifrån           |
| ----- | ------ | ---------------- | -------------- | ------------------- |
| 1     | 1      | Terry Sawchuk    | Målvakt        | Toronto Maple Leafs |
| 2     | 7      | Wayne Rutledge   | Målvakt        | New York Rangers    |
| 3     | 13     | Gord Labossiere  | Center         | Montreal Canadiens  |
| 4     | 19     | Bob Wall         | Back           | Detroit Red Wings   |
| 5     | 25     | Eddie Joyal      | Center         | Toronto Maple Leafs |
| 6     | 31     | Réal Lemieux     | Högerforward   | Detroit Red Wings   |
| 7     | 37     | Poul Popiel      | Back           | Boston Bruins       |
| 8     | 43     | Terry Gray       | Högerforward   | Detroit Red Wings   |
| 9     | 49     | Bryan Campbell   | Center         | New York Rangers    |
| 10    | 55     | Ted Irvine       | Vänsterforward | Boston Bruins       |
| 11    | 61     | Howie Hughes     | Högerforward   | Montreal Canadiens  |
| 12    | 67     | Bill Inglis      | Center         | Montreal Canadiens  |
| 13    | 73     | Doug Robinson    | Vänsterforward | New York Rangers    |
| 14    | 79     | Mike Corrigan    | Vänsterforward | Toronto Maple Leafs |
| 15    | 85     | Jacques Lemieux  | Back           | Montreal Canadiens  |
| 16    | 91     | Lowell MacDonald | Högerforward   | Toronto Maple Leafs |
| 17    | 97     | Ken Block        | Back           | New York Rangers    |
| 18    | 103    | Bill Flett       | Högerforward   | Toronto Maple Leafs |
| 19    | 109    | Brent Hughes     | Back           | Detroit Red Wings   |
| 20    | 115    | Marc Dufour      | Högerforward   | New York Rangers    |

### Minnesota North Stars

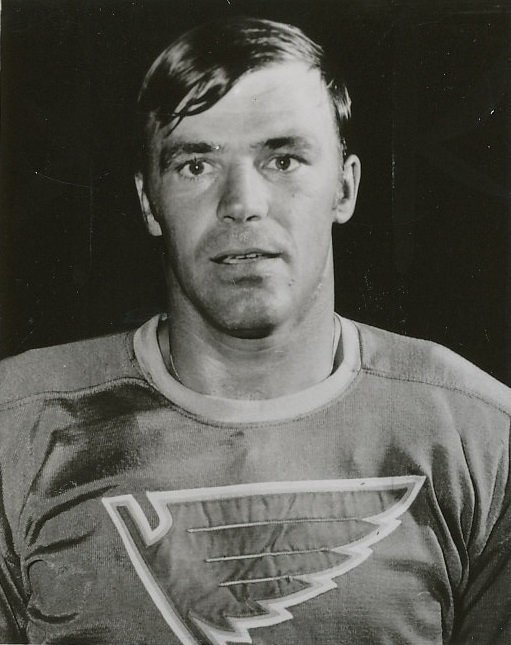
Jean-Guy Talbot.

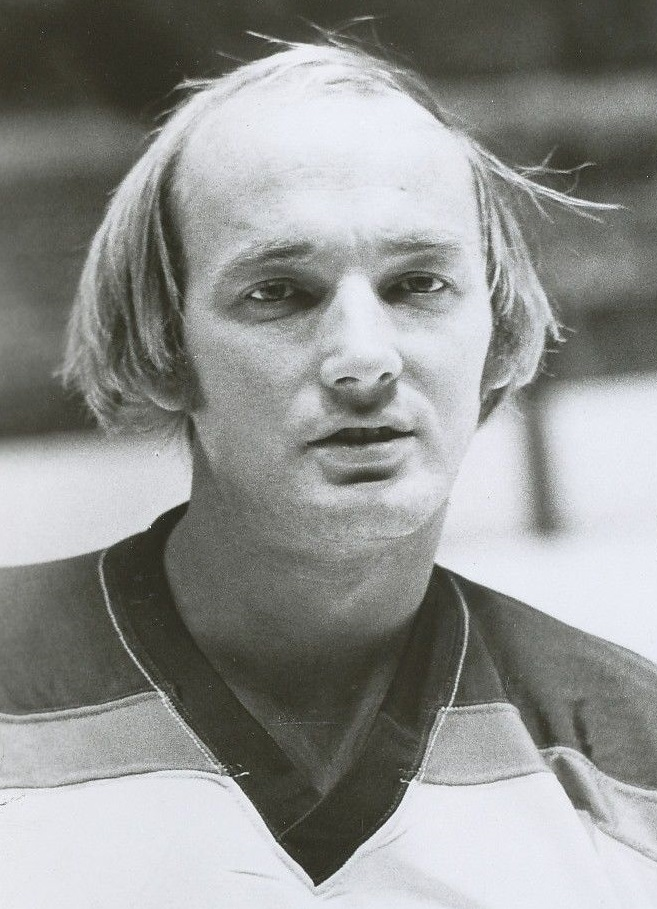
Bill Goldsworthy.

| Runda | Nummer | Spelare           | Position       | Kom ifrån           |
| ----- | ------ | ----------------- | -------------- | ------------------- |
| 1     | 4      | Cesare Maniago    | Målvakt        | New York Rangers    |
| 2     | 8      | Garry Bauman      | Målvakt        | Montreal Canadiens  |
| 3     | 14     | Dave Balon        | Vänsterforward | Montreal Canadiens  |
| 4     | 20     | Ray Cullen        | Center         | Detroit Red Wings   |
| 5     | 26     | Bob Woytowich     | Back           | Boston Bruins       |
| 6     | 32     | Jean-Guy Talbot   | Back           | Montreal Canadiens  |
| 7     | 38     | Wayne Connelly    | Högerforward   | Boston Bruins       |
| 8     | 44     | Ted Taylor        | Vänsterforward | Detroit Red Wings   |
| 9     | 50     | Pete Goegan       | Back           | Detroit Red Wings   |
| 10    | 56     | Len Lunde         | Vänsterforward | Chicago Black Hawks |
| 11    | 62     | Bill Goldsworthy  | Högerforward   | Boston Bruins       |
| 12    | 68     | André Pronovost   | Vänsterforward | Detroit Red Wings   |
| 13    | 74     | Elmer Vasko       | Back           | Chicago Black Hawks |
| 14    | 80     | Murray Hall       | Högerforward   | Chicago Black Hawks |
| 15    | 86     | Bryan Watson      | Back           | Detroit Red Wings   |
| 16    | 92     | Bill Collins      | Center         | New York Rangers    |
| 17    | 98     | Sandy Fitzpatrick | Center         | New York Rangers    |
| 18    | 104    | Parker MacDonald  | Vänsterforward | Detroit Red Wings   |
| 19    | 110    | Billy Taylor      | Center         | Chicago Black Hawks |
| 20    | 116    | Dave Richardson   | Vänsterforward | Chicago Black Hawks |

### Philadelphia Flyers

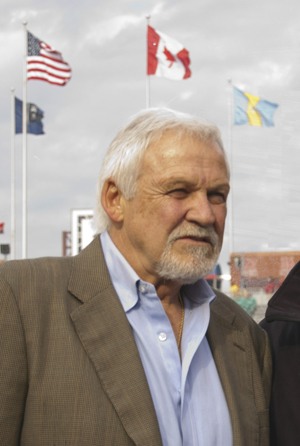
Bernie Parent.

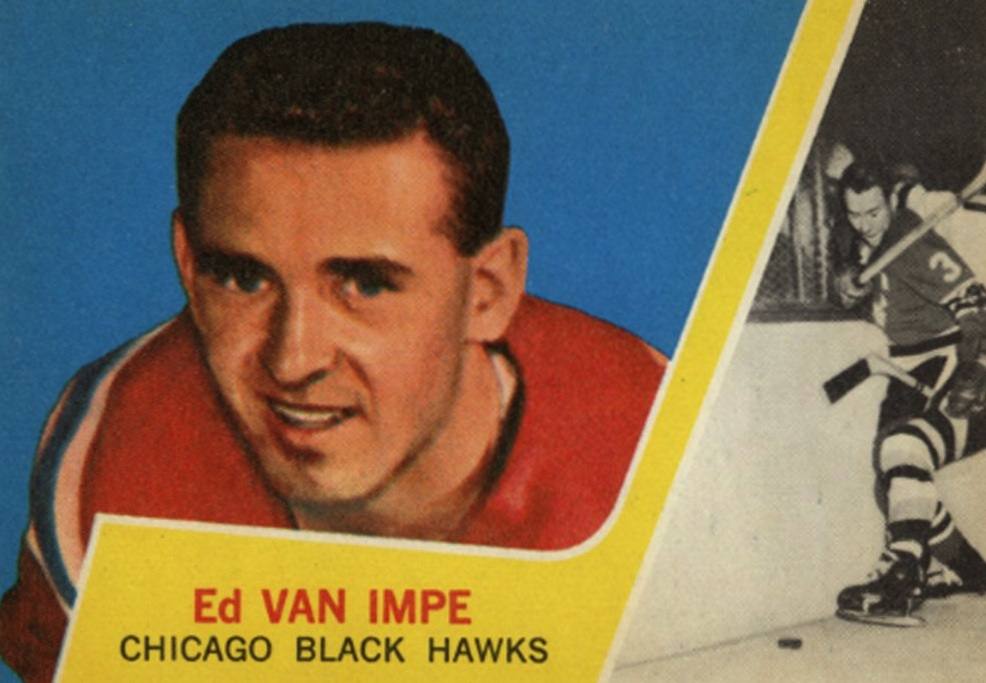
Ed Van Impe.

| Runda | Nummer | Spelare           | Position       | Kom ifrån           |
| ----- | ------ | ----------------- | -------------- | ------------------- |
| 1     | 2      | Bernie Parent     | Målvakt        | Boston Bruins       |
| 2     | 9      | Doug Favell       | Målvakt        | Boston Bruins       |
| 3     | 16     | Ed Van Impe       | Back           | Chicago Black Hawks |
| 4     | 21     | Joe Watson        | Back           | Boston Bruins       |
| 5     | 27     | Brit Selby        | Vänsterforward | Toronto Maple Leafs |
| 6     | 33     | Lou Angotti       | Högerforward   | Chicago Black Hawks |
| 7     | 39     | Leon Rochefort    | Forward        | Montreal Canadiens  |
| 8     | 45     | Don Blackburn     | Vänsterforward | Toronto Maple Leafs |
| 9     | 51     | John Miszuk       | Back           | Chicago Blackhawks  |
| 10    | 57     | Garry Peters      | Center         | Montreal Canadiens  |
| 11    | 63     | Dick Cherry       | Back           | Boston Bruins       |
| 12    | 69     | Jean Gauthier     | Back           | Montreal Canadiens  |
| 13    | 75     | Jim Johnson       | Center         | New York Rangers    |
| 14    | 81     | Gary Dornhoefer   | Högerforward   | Boston Bruins       |
| 15    | 87     | Forbes Kennedy    | Center         | Boston Bruins       |
| 16    | 93     | Pat Hannigan      | Vänsterforward | Chicago Black Hawks |
| 17    | 99     | Dwight Carruthers | Back           | Detroit Red Wings   |
| 18    | 105    | Bob Courcy        | Center         | Montreal Canadiens  |
| 19    | 111    | Keith Wright      | Högerforward   | Boston Bruins       |
| 20    | 117    | Terry Ball        | Back           | New York Rangers    |

### Pittsburgh Penguins

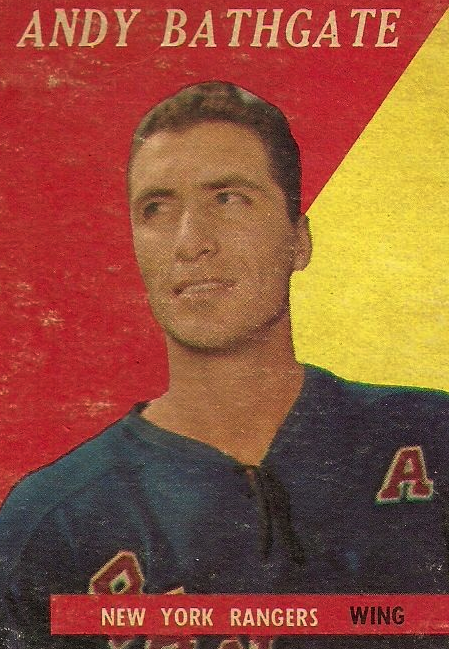
Andy Bathgate.

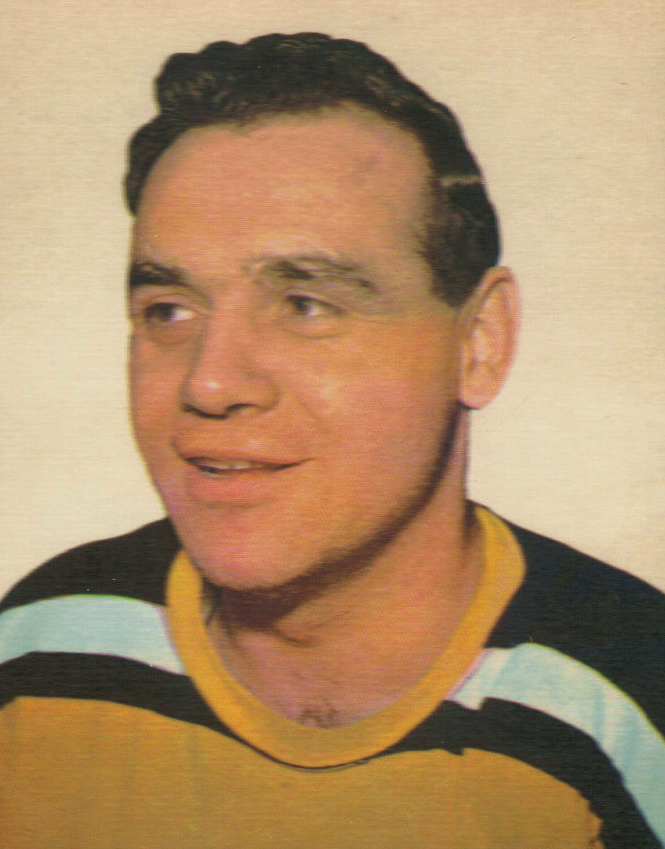
Leo Boivin.

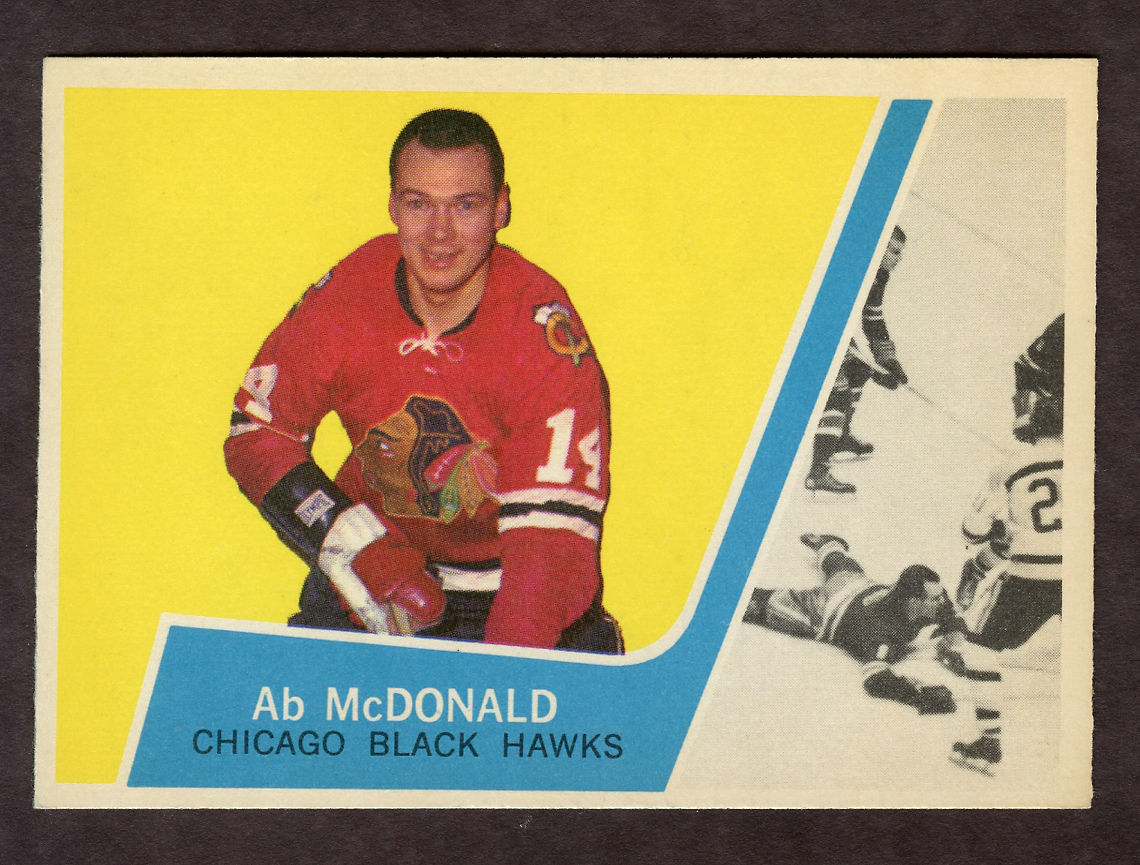
Ab McDonald.

| Runda | Nummer | Spelare         | Position       | Kom ifrån           |
| ----- | ------ | --------------- | -------------- | ------------------- |
| 1     | 5      | Joe Daley       | Målvakt        | Detroit Red Wings   |
| 2     | 10     | Roy Edwards     | Målvakt        | Chicago Black Hawks |
| 3     | 17     | Earl Ingarfield | Center         | New York Rangers    |
| 4     | 22     | Al MacNeil      | Back           | New York Rangers    |
| 5     | 28     | Larry Jeffrey   | Vänsterforward | Toronto Maple Leafs |
| 6     | 34     | Ab McDonald     | Vänsterforward | Detroit Red Wings   |
| 7     | 40     | Leo Boivin      | Back           | Detroit Red Wings   |
| 8     | 46     | Noel Price      | Back           | Montreal Canadiens  |
| 9     | 52     | Keith McCreary  | Vänsterforward | Montreal Canadiens  |
| 10    | 58     | Ken Schinkel    | Högerforward   | New York Rangers    |
| 11    | 64     | Bob Dillabough  | Center         | Boston Bruins       |
| 12    | 70     | Art Stratton    | Center         | Chicago Black Hawks |
| 13    | 76     | Val Fonteyne    | Vänsterforward | Detroit Red Wings   |
| 14    | 82     | Jeannot Gilbert | Center         | Boston Bruins       |
| 15    | 88     | Tom McCarthy    | Vänsterforward | Montreal Canadiens  |
| 16    | 94     | Billy Dea       | Center         | Chicago Black Hawks |
| 17    | 100    | Bobby Rivard    | Center         | Montreal Canadiens  |
| 18    | 106    | Mel Pearson     | Center         | Chicago Black Hawks |
| 19    | 112    | Andy Bathgate   | Center         | Detroit Red Wings   |
| 20    | 118    | Les Hunt        | Back           | New York Rangers    |

### St. Louis Blues

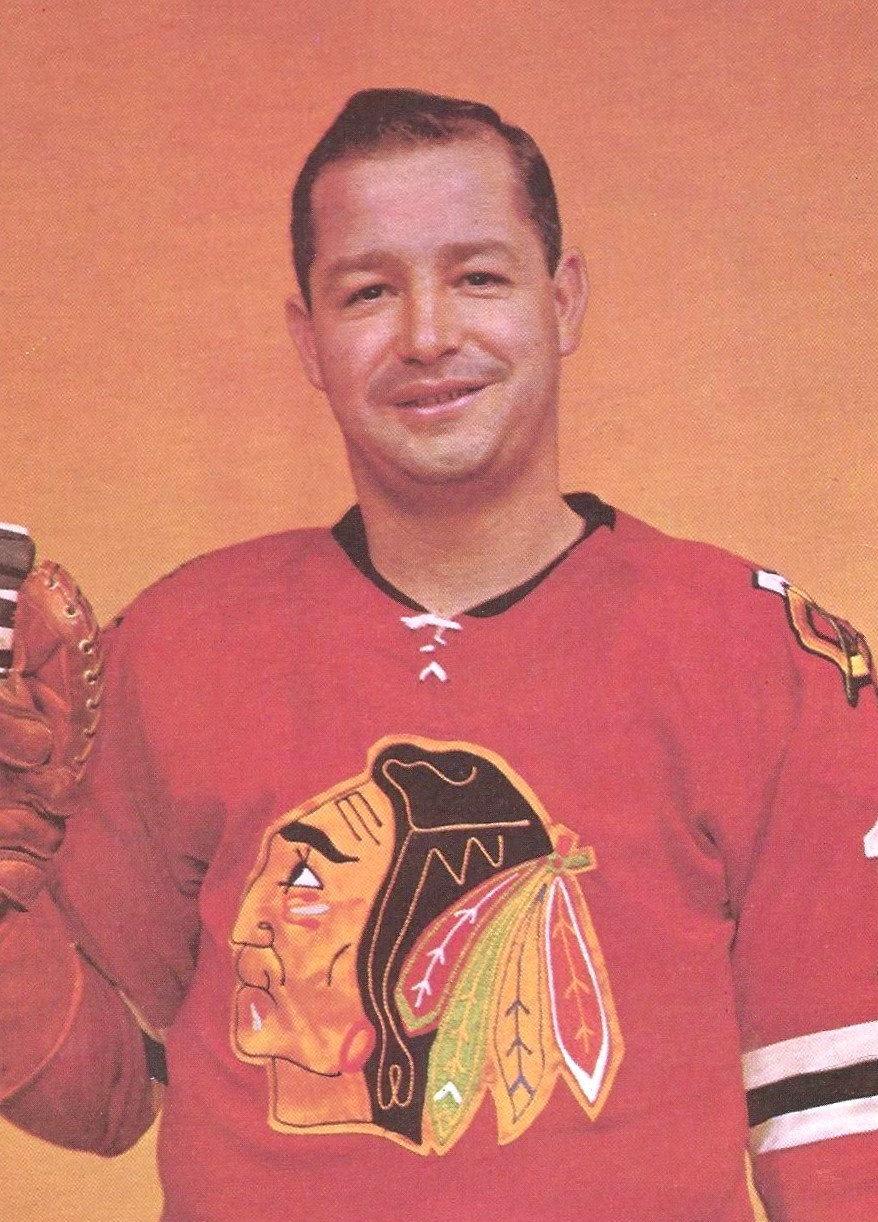
Glenn Hall.

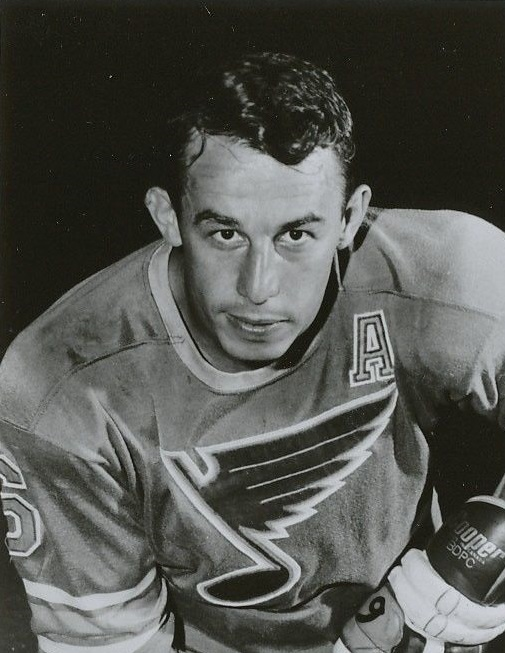
Jimmy Roberts.

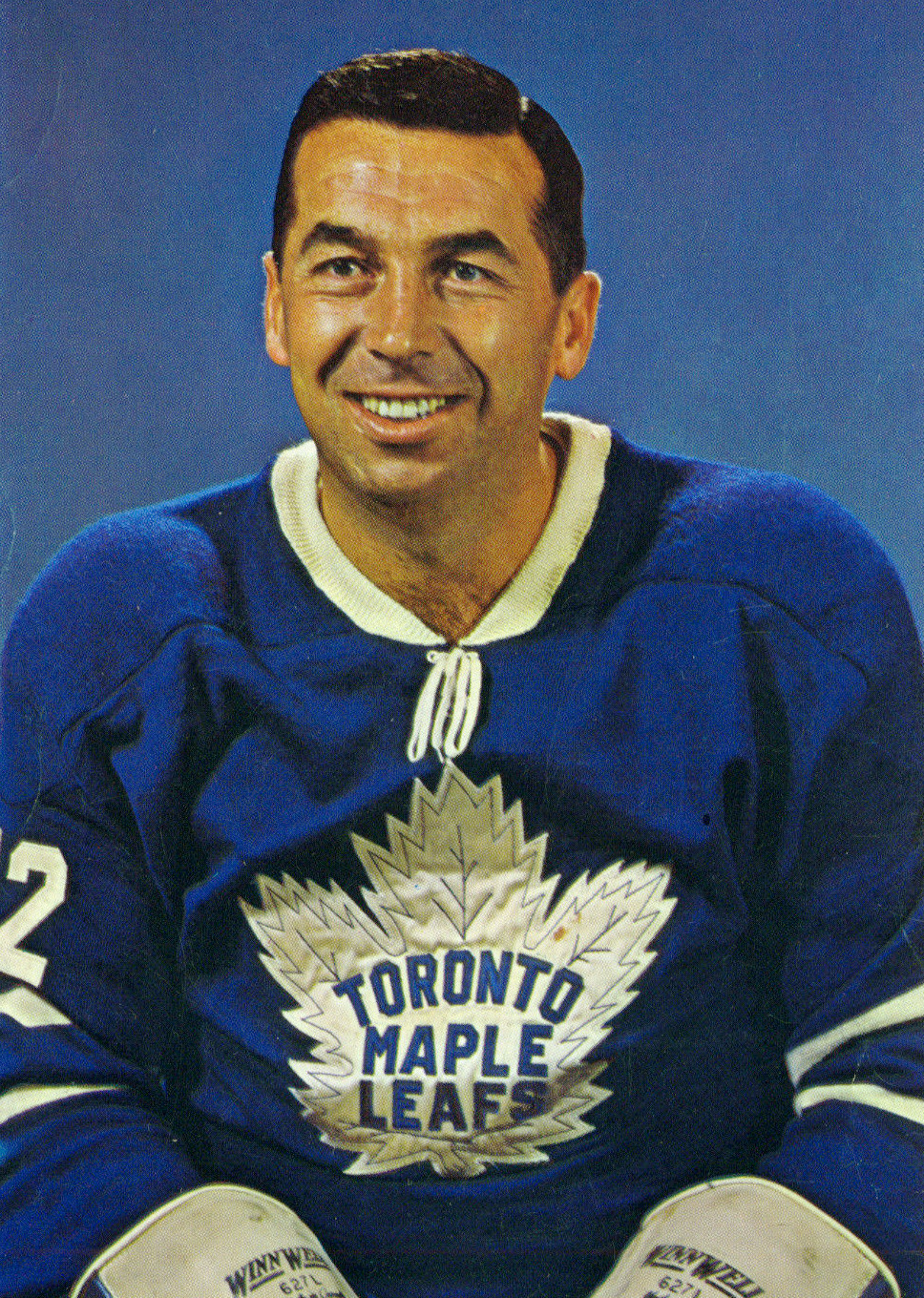
Ron Stewart.

| Runda | Nummer | Spelare          | Position       | Kom ifrån           |
| ----- | ------ | ---------------- | -------------- | ------------------- |
| 1     | 3      | Glenn Hall       | Målvakt        | Chicago Black Hawks |
| 2     | 12     | Don Caley        | Målvakt        | Detroit Red Wings   |
| 3     | 15     | Jimmy Roberts    | Back           | Montreal Canadiens  |
| 4     | 24     | Noel Picard      | Back           | Montreal Canadiens  |
| 5     | 30     | Al Arbour        | Back           | Toronto Maple Leafs |
| 6     | 36     | Rod Seiling      | Back           | New York Rangers    |
| 7     | 42     | Ron Schock       | Center         | Boston Bruins       |
| 8     | 48     | Terry Crisp      | Center         | Boston Bruins       |
| 9     | 54     | Don McKenney     | Center         | Detroit Red Wings   |
| 10    | 60     | Wayne Rivers     | Högerforward   | Boston Bruins       |
| 11    | 66     | Bill Hay         | Center         | Chicago Black Hawks |
| 12    | 72     | Darryl Edestrand | Back           | Toronto Maple Leafs |
| 13    | 78     | Norm Beaudin     | Högerforward   | Detroit Red Wings   |
| 14    | 84     | Larry Keenan     | Vänsterforward | Toronto Maple Leafs |
| 15    | 90     | Ron Stewart      | Center         | Boston Bruins       |
| 16    | 96     | Fred Hucul       | Back           | Toronto Maple Leafs |
| 17    | 102    | John Brenneman   | Vänsterforward | Toronto Maple Leafs |
| 18    | 108    | Gerry Melnyk     | Center         | Chicago Black Hawks |
| 19    | 114    | Gary Veneruzzo   | Vänsterforward | Toronto Maple Leafs |
| 20    | 120    | Max Mestinsek    | Högerforward   | New York Rangers    |